# NGC 4607
NGC 4607 је спирална галаксија у сазвежђу Девица која се налази на NGC листи објеката дубоког неба.
Деклинација објекта је + 11° 53' 8" а ректасцензија 12h 41m 12,2s. Привидна величина (магнитуда) објекта NGC 4607 износи 13,0 а фотографска магнитуда 13,8. NGC 4607 је још познат и под ознакама UGC 7843, MCG 2-32-176, CGCG 70-216, VCC 1868, IRAS 12386+1209, PGC 42544.